# ۹۲۰ (قمری)
۹۲۰ (قمری)، نهصد و بیستمین سال در گاهشماری هجری قمری است. اوّل محرم این سال برابر با هشتم مارس سال ۱۵۱۴ میلادی است.

## وابسته
- نظام‌الدین اردبیلی